# Большое Карачкино
Большо́е Кара́чкино (чув. Мăн Хураçка) — село в Моргаушском районе Чувашской Республики. Входит в состав Большесундырского сельского поселения.

## География
Находится в северо-западной части Чувашии, на расстоянии приблизительно 18 км на северо-запад по прямой от районного центра села Моргауши.

## История
Известно с 1747 года как деревня с 131 жителем мужского пола. В 1795 году было учтено (с 5 выселками) 84 двора и 418 жителей, в 1859 — 37 дворов и 182 жителя, в 1906 — 65 дворов и 350 жителей, в 1926 — 70 дворов и 334 жителя, в 1939 — 325 жителей, в 1979 — 231. В 2002 году было 59 дворов, в 2010 — 46 домохозяйств. В 1931 был образован колхоз «Пахарь», в 2010 действовало ООО «Рассвет». С 1899 по 1939 действовала Троицкая церковь.

## Население
Постоянное население составляло 140 человек (чуваши 94 %) в 2002 году, 134 — в 2010.